# Colt New Police Revolver
O Colt New Police é um revólver de ação dupla (que também pode ser disparado em ação simples) fabricado pela Colt's Patent Fire Arms do final do século XIX ao início do século XX. 

## Visão geral
O revolver Colt New Police no calibre .32 foi adaptado para o cartucho ".32 New Police", que é dimensionalmente idêntico a uma versão de ponta plana do .32 S&W Long, exceto pelo formato da ponta. Além do cartucho ".32 New Police", o revólver estava disponível em .32 Colt. Os diâmetros dos dois cartuchos não são iguais, com o 32 Colt sendo aproximadamente 0,020 polegadas menor em diâmetro do que o New Police. Embora o .32 Colt possa ser carregado e disparado na nova câmara do New Police, isso não é recomendado. É impossível carregar o .32 New Police em uma câmara específica para o .32 Colt.
O Colt New Police foi fabricado entre 1896 e 1907 pela Colt, em Hartford, Connecticut. A mira do revólver é de ferro fixa, com uma lâmina redonda na frente e um entalhe em "V" na traseira. O revólver estava disponível com um cano de 2 ½, 4 ou 6 polegadas em acabamento azulado ou niquelado e talas de empunhadura de borracha dura. O Colt New Police foi selecionado pelo comissário de polícia da cidade de Nova York (NYPD), Theodore Roosevelt em 1896 para ser o primeiro revólver padrão para policiais do NYPD.
Uma versão para tiro ao alvo foi feita até 1905 com um cano de 6 polegadas e miras ajustáveis.
O Colt New Police foi substituído no catálogo Colt em 1907 pelo Colt Police Positive, que apresentava um bloco de segurança interno para o cão e melhor sistema de travamento.